# コーネル・デュプリー

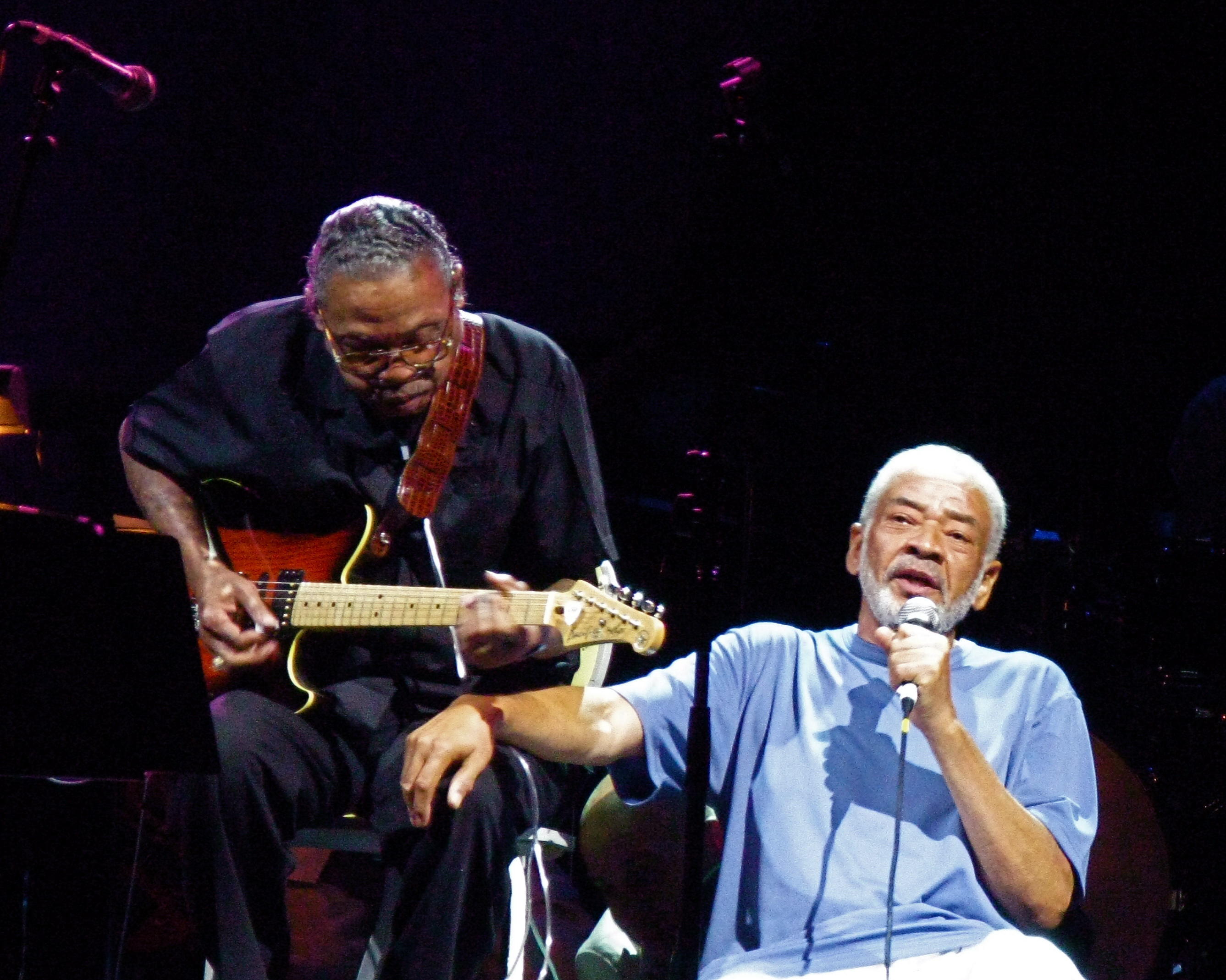
2008年のビル・ウィザース・トリビュートコンサートでウィザースと共演するデュプリー

コーネル・デュプリー（Cornell Dupree、1942年12月19日 - 2011年5月8日）は、アメリカのギタリストでスタジオ・ミュージシャンである。フュージョン・バンドのスタッフのメンバーとして知られた。

## バイオグラフィ
1942年にテキサス州フォート・ワースに生まれ育つ。地元の高校であるI・M・テレル高校 (I.M. Terrell High School)を卒業。地元のクラブでキング・カーティスに見出され、20歳で「ザ・キング・ピンズ」に参加。同バンドの初期に短期間ジミ・ヘンドリックスが加入し、2人でギターを担当。当時はジミ・ヘンドリックスの派手なプレイとは対照的に、リズムギターに徹していたという。まもなく彼はアトランティック・レコードのセッション・マンとなり、ブルック・ベントンのヒット・シングル「雨のジョージア・Rainy Night in Georgia」でギターを担当した。。同曲でのギター・プレイがデュプリーであることは、後年広く知られることとなった。以後もルー・ロウルズ、ダニー・ハサウェイ、ポール・サイモン、バーバラ・ストライサンド、ハリー・ベラフォンテ、レナ・ホーン、ロバータ・フラック、ジョー・コッカー、マイケル・ボルトン、マライア・キャリー等、幅広いジャンルのミュージシャンのレコードに参加している。アレサ・フランクリンのバッキングを担当したこともある。1972年、ロバータ・フラックのツアー同行中、交通事故に遭遇。一時事故の影響を受けたが、次第に演奏能力を回復させた。
デビュー・アルバム『ティージン』を1974年にリリース。ゴードン・エドワーズによるセッション・バンド、「エンサイクロペディア・オブ・ソウル」にも参加。このバンドが母体となりフュージョン・バンド「スタッフ」を結成し、ワーナー・ブラザース・レコードと契約した。なお、デュプリーは、ヴァン・マッコイの「ハッスル」には参加していない。1976年8月にスイスのモントルー・ジャズ・フェスティバルに出演し、同年にセルフタイトル・アルバムをリリースしメジャー・デビュー。
スタッフは4枚のアルバムをリリースしたが、メンバーがソロ活動などで多忙になってきたため、1980年のライブ・アルバムを最後に自然消滅。その後、メンバーのスティーブ・ガッドを中心にリチャード・ティーと共に「ガッド・ギャング」が結成された。
ソロ活動はスタッフでの活動と同時期にも継続して行っている。1988年発表の『コースト・トゥ・コースト』はグラミー賞にノミネートされた。ファンキーなセッションもしており、1991年の『キャント・ゲット・スルー』や、1992年のライブ・アルバム『アンクル・ファンキー』、1994年の『チャイルズ・プレイ』は良い評価を受けている。1994年の『Bop 'n' Blues』は最もストレート・アヘッド・ジャズ寄りなアルバムとされる。
リード・ギターの演奏能力があるが、大木トオルは自身のアルバム制作の際、友人のコーネルをサイド・ギターに起用したことがある。理由はアルバート・キングとの共作のために、バックを強力に固めたかったこともあるが、コーネルがギターを持ち始めた頃から、アルバートの大ファンだと知っていたためである。
2009年3月にはビルボードライブ東京にて、ジェームス・ギャドソンと来日公演を行っている。
晩年は肺気腫を患って肺の移植手術を待っていたが、2011年5月8日にテキサス州フォートワースの自宅で死去。68歳没。

## ディスコグラフィ

### リーダー・アルバム
- 『ティージン』 - Teasin' (1974年、Atlantic)
- 『サタデイ・ナイト・フィーバー』 - Cornell Dupree's Saturday Night Fever (1977年、Versatile)
- 『シャドウ・ダンシング』 - Shadow Dancing (1978年、Versatile)
- 『コースト・トゥ・コースト』 - Coast to Coast (1988年、Antilles) ※with フー・イット・イズ
- 『キャント・ゲット・スルー』 - Can't Get Through (1991年、Amazing)
- 『チャイルズ・プレイ』 - Child's Play (1993年、Amazing)
- Guitar Riffs for DJs Vol. 1 (1993年、Tuff City)
- Guitar Riffs for DJs Vol. 2 (1993年、Tuff City)
- Bop 'n' Blues (1995年、Kokopelli)
- Double Clutch (1998年、TKO Magnum Music)
- 『アンクル・ファンキー』 - Uncle Funky (1998年、Kokopelli) ※1992年ライブ録音
- 『ミスター2500〜ライヴ アット バードランド』 - Mr. 2500 / Live At Birdland (2003年、Birdland)
- I'm Alright (2011年、Dialtone)
- 『ドゥーイン・オーライト』 - Doin' Alright (2011年、P-Vine)

### ガッド・ギャング
- 『ザ・ガッド・ギャング』 - The Gadd Gang (1986年、Columbia)
- 『ヒア&ナウ』 - Here & Now (1988年、Columbia)
- 『ライヴ・アット・ザ・ボトムライン』 - Live at the Bottom Line (1994年、A Touch)

### レインボー
- 『クリスタル・グリーン』 - Crystal Green (1978年、East Wind)
- 『オーヴァー・クリスタル・グリーン』 - Over Crystal Green (2002年、Eighty-Eights) ※ウィル&レインボー名義
- 『ハーモニー』 - Harmony (2003年、Eighty-Eights) ※ウィル&レインボー名義

### スタッフ
- 『スタッフ!!』 - Stuff (1976年)
- 『モア・スタッフ』 - More Stuff (1977年)
- 『スタッフ・イット』 - Stuff It (1978年)
- 『ライヴ・スタッフ』 - Live Stuff (1978年) ※東京でのライブ録音
- 『イン・ニューヨーク』 - Live in New York (1980年) ※ニューヨークでのライブ録音
- 『メイド・イン・アメリカ』 - Made in America (1993年)
- 『ナウ!』 - Now (2001年)
- 『ライヴ・アット・モントルー 1976』 - Live at Montreux 1976 (2007年) ※1976年、モントルーでのライブ録音